# Sinnen und Minnen
Sinnen und Minnen, op. 435, är en vals av Johann Strauss den yngre. Den spelades första gången den 21 oktober 1888 i Gyllene salen i Musikverein i Wien. 

## Historia

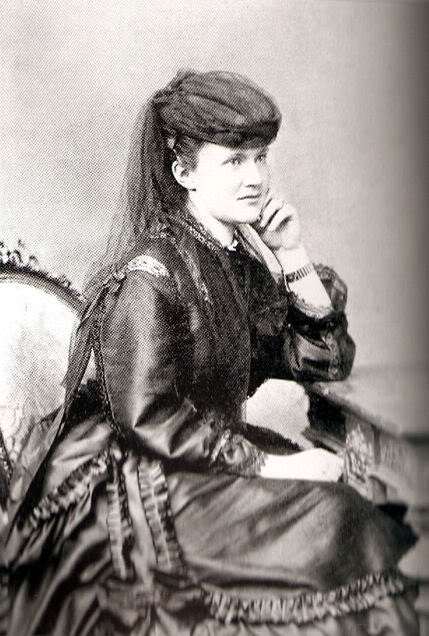
Drottning Elisabet av Rumänien.

Valsen Sinnen und Minnen tillhör en serie av oberoende valser som Strauss skapade åren 1888-1891. Samma tidsperiod våndades han över sin opera Ritter Pásmán. Den inflytelserike musikskribenten Eduard Hanslick bedömde balettmusiken i akt II såsom "verkets överlägset bästa juvel" och att Strauss med den "plötsligt fått luft under vingarna och med ungdomlig styrka och glädje svävar genom luften; libretto och poet viker undan för hans åsyn - nu är jag ensam mästare!" Hanslicks bedömning gällde även den samling av valser som Strauss åstadkom under dessa år: Kaiser-Jubiläum-Jubelwalzer (op. 434), Kaiser-Walzer (op. 437), Rathausball-Tänze (op. 438) och Groß-Wien (op. 440).
Förläggaren Alwin Cranz publicerade det första klaverutdraget av valsen den 24 oktober 1888. Valsen hämtade sin titel från diktsamlingen Sinnen und Minnen. Ein Liederbuch (1860) av den österrikiska poeten Robert Hamerling. Valsen var tillägnad drottning Elisabet av Rumänien, som under pseudonymen "Carmen Sylva" skrev såväl poesi som textsånger (Franz Schuberts "Das Mägdlein und der Tod" och Franz Liszts "Waldesrauschen"). Hennes intresse för rumänsk poesi och folkkonst fick henne att samla in och redigera landets folkvisor och legender. Efter en ögonsjukdom förlorade hon synen och ägnade tiden åt ett barnhem och ett hem för de blinda.
Sinnen und Minnen framfördes första gången den 21 oktober 1888 vid en av Eduard Strauss söndagskonserter i Musikverein. Förutom valsen framfördes även Johanns polka Auf zum Tanze! (op. 436), Eduards polkamazurka Aus den schlesischen Bergen (op. 260), Eduards eget arrangemang över Felix Mendelssohns koral An die Künstler, samt verk av Schubert, Léo Delibes och Charles Oberthür.

## Om valsen
Speltiden är ca 7 minuter och 46 sekunder plus minus några sekunder beroende på dirigentens musikaliska tolkning.

## Weblänkar
- Sinnen und Minnen i Naxos-utgåvan.